# Chérisey
Chérisey là một xã trong vùng Grand Est, thuộc tỉnh Moselle, quận Metz-Campagne, tổng Verny. Tọa độ địa lý của xã là 49° 00' vĩ độ bắc, 06° 14' kinh độ đông. Chérisey nằm trên độ cao trung bình là 250 mét trên mực nước biển, có điểm thấp nhất là 203 mét và điểm cao nhất là 258 mét. Xã có diện tích 5,07 km², dân số vào thời điểm 2005 là 277 người; mật độ dân số là 55,4 người/km².

## Thông tin nhân khẩu
| 1962 | 1968 | 1975 | 1982 | 1990 | 1999 |
| ---- | ---- | ---- | ---- | ---- | ---- |
| 137  | 169  | 207  | 204  | 231  | 262  |